# Smolensky (huyện của Smolensk)
Huyện Smolensky (tiếng Nga: Смоленский райо́н) là một huyện hành chính tự quản (raion), của Tỉnh Smolensk, Nga. Huyện có diện tích 2884 kilômét vuông, dân số thời điểm ngày 1 tháng 1 năm 2000 là 50100 người. Trung tâm của huyện đóng ở Smolensk.